# Erythroneura tacita
Erythroneura tacita är en insektsart som beskrevs av Beamer 1938. Erythroneura tacita ingår i släktet Erythroneura och familjen dvärgstritar. Inga underarter finns listade i Catalogue of Life.